# GM V-platform (RWD)
Het GM V-platform (RWD) is een autoplatform voor achterwielaangedreven auto's van General Motors dat gebruikt werd van 1966 tot 2007. Het platform werd in de jaren 60 ontwikkeld door dochteronderneming Opel en onderging een aantal belangrijke herzieningen gedurende zijn levensloop. De uitfasering van het platform begon toen de Europese productie in 2003 eindigde. De Australische productie bij Holden ging nog door tot 2007.

## Modellen op het GM V-platform (RWD)
- Buick XP2000
  - 1995: Buick XP2000 (prototype)
- Daewoo Prince
  - 1991-1997: Daewoo Prince
- Holden Commodore
  - 1978-1988: Holden Commodore, Holden Calais (VB, VC, VH, VK, VL)
  - 1988-1997: Holden Commodore, Holden Berlina, Holden Calais (VN/VG, VP, VR, VS)
  - 1997-2007: Holden Commodore, Holden Berlina, Holden Calais, Chevrolet Lumina, Chevrolet Omega (VT, VX, VY, VZ)
- Holden Monaro
  - 2001-2006: Holden Monaro, Chevrolet Lumina SS, Pontiac GTO, Vauxhall Monaro (V2, VZ)
- Holden Caprice
  - 1990-1999: Holden Statesman, Holden Caprice (VQ, VR, VS)
  - 1999-2006: Holden Statesman, Holden Caprice, Buick Royaum, Chevrolet Caprice, Daewoo Statesman (WH, WK, WL)
- Holden Ute
  - 2000-2007: Holden Ute, Chevrolet Lumina Ute (VU, VY, VZ)
- Opel Commodore
  - 1967-1971: Opel Commodore A, Chevrolet Commodore
  - 1972-1977: Opel Commodore B, Ranger, Chevrolet Commodore, Chevrolet Iran
  - 1977-1982: Opel Commodore C, Vauxhall Viceroy, Chevrolet Commodore, Daewoo Royale
- Opel Monza
  - 1978-1986: Opel Monza A, Vauxhall Royale Coupe
- Opel Omega
  - 1986-1994: Opel Omega A, Vauxhall Carlton Mark II, Chevrolet Omega A (1992-1999), Lotus Omega, Lotus Carlton
  - 1994-2003: Opel Omega B, Vauxhall Omega B, Cadillac Catera
- Opel Rekord
  - 1966-1971: Opel Rekord C, Ranger, Chevrolet Comodoro, Chevrolet Opala
  - 1972-1977: Opel Rekord D, Ranger
  - 1977-1986: Opel Rekord E, Vauxhall Carlton Mark I
- Opel Senator
  - 1978–1987: Opel Senator A, Chevrolet Senator, Vauxhall Royale
  - 1987–1994: Opel Senator B, Vauxhall Senator